# باکتری درمانی
باکتری درمانی استفاده درمانی از باکتری‌ها برای درمان بیماری‌ها است. درمان‌های باکتریایی داروهای زنده هستند و ممکن است باکتری‌های نوع وحشی (اغلب به شکل پروبیوتیک‌ها) یا باکتری‌هایی باشند که به‌طور ژنتیکی برای داشتن خواص درمانی که به بیمار تریق می‌شود، مهندسی شده‌اند. نمونه‌های دیگر از داروهای زنده شامل درمان سلولی (از جمله ایمونوتراپی) وفاژ درمانی است.

## توسعه درمان‌های باکتریایی
توسعه درمان‌های باکتریایی یک حوزه تحقیقاتی بسیار فعال در زمینه های زیست‌شناسی مصنوعی و میکروبیولوژی است. در حال حاضر، تمرکز زیادی روی موارد زیر است: ۱) شناسایی باکتری‌هایی که به‌طور طبیعی اثرات درمانی ایجاد می‌کنند (مثلاً باکتری‌های پروبیوتیک)، و ۲) برنامه‌ریزی ژنتیکی باکتری‌ها برای تولید اثرات درمانی.

## برنامه‌های کاربردی

### درمان سرطان

طرح کلی استراتژی‌های باکتری‌های درمانی در برابر تومورهای هیپوکسیک

پس از تجویز سیستمیک، باکتری‌ها در ریزمحیط تومور قرار می‌گیرند. فعل و انفعالات بین باکتری‌ها، سلول‌های سرطانی و ریزمحیط اطراف باعث تغییرات مختلفی در سلول‌های ایمنی نفوذگر تومور، سیتوکین‌ها و کموکاین‌ها می‌شود که باعث تسهیل بیشتر پسرفت تومور می‌شود. ① سموم باکتریایی از S. Typhimurium, Listeria و Clostridium می‌توانند سلول‌های تومور را مستقیماً با القای آپوپتوز یا اتوفاژی از بین ببرند. سموم ارسال شده از طریق سالمونلا می‌توانند Connexin 43 (Cx43) را تنظیم کنند و منجر به اتصالات شکاف ناشی از باکتری بین تومور و سلول‌های دندریتیک (DCs) شوند که امکان ارائه متقابل آنتی‌ژن‌های تومور به DCs را فراهم می‌کند. ② پس از قرار گرفتن در معرض آنتی‌ژن‌های تومور و برهم کنش با اجزای باکتریایی، DCها مقادیر قوی سیتوکین پیش التهابی IL-1β ترشح می‌کنند که متعاقباً سلول‌های CD8+ T را فعال می‌کند. ③ پاسخ ضد توموری سلول‌های CD8+ T فعال شده توسط فلاژلین باکتریایی (یک زیرواحد پروتئینی تاژک باکتریایی) از طریق فعال‌سازی TLR5 افزایش می‌یابد. پروتئین‌های پرفورین و گرانزیم ترشح شده توسط سلول‌های CD8+ T فعال شده به‌طور مؤثر سلول‌های تومور را در تومورهای اولیه و متاستاتیک از بین می‌برند. ④ سیگنال دهی فلاژلین و TLR5 همچنین فراوانی سلول‌های T تنظیمی CD4+ CD25+ (Treg) را کاهش می‌دهد که متعاقباً پاسخ ضد توموری سلول‌های CD8+ T فعال شده را بهبود می‌بخشد. ⑤ فلاژلین S. Typhimurium سلول‌های NK را برای تولید اینترفرون-γ (IFN-γ)، یک سایتوکین مهم برای ایمنی ذاتی و تطبیقی تحریک می‌کند. ⑥ MDSCهای آلوده به لیستریا به یک فنوتیپ محرک سیستم ایمنی تبدیل می‌شوند که با افزایش تولید IL-12 مشخص می‌شود، که باعث افزایش بیشتر پاسخ سلول‌های CD8+ T و NK می‌شود. ⑦ هر دو عفونت S. Typhimurium و Clostridium می‌توانند تجمع قابل توجه نوتروفیل‌ها را تحریک کنند. افزایش ترشح TNF-α و لیگاند القا کننده آپوپتوز مرتبط با TNF (TRAIL) توسط نوتروفیل‌ها پاسخ ایمنی را افزایش می‌دهد و سلول‌های تومور را با القای آپوپتوز از بین می‌برد. ⑧ التهاب ماکروفاژ از طریق تماس با اجزای باکتریایی (LPS و فلاژلین) و سلول‌های سرطانی آسیب دیده از سالمونلا فعال می‌شود و منجر به ترشح IL-1β و TNF-α در ریزمحیط تومور می‌شود. سلول NK: سلول قاتل طبیعی. سلول Treg: سلول T تنظیمی. MDSCs: سلول‌های سرکوبگر مشتق از میلوئید. گیرنده P2X7: گیرنده پورینوسپتور ۷ - گیرنده ATP خارج سلولی. LPS: لیپوپلی ساکارید

باکتری‌هایی که در ایجاد و درمان سرطان نقش دارند

علاقه فوق‌العاده ای به استفاده از باکتری‌ها به عنوان درمانی برای درمان تومورها وجود دارد. به‌طور خاص، باکتری‌های محل سکونت تومور که در محیط‌های هیپوکسیک رشد می‌کنند برای این منظور جذاب هستند، زیرا تمایل به مهاجرت، حمله (از طریق عروق نشتی در ریزمحیط تومور) و کلونیزه کردن تومورها دارند. این خاصیت باعث افزایش زمان اقامت آن‌ها در تومور می‌شود و بر خلاف سایر باکتری‌هایی که به سرعت توسط سیستم ایمنی پاک می‌شوند، به آن‌ها فرصت بیشتری برای اعمال اثرات درمانی خود می‌دهد.

### مهندسی میکروبیوم
علاقه قابل توجهی به استفاده از درمان‌های باکتریایی برای تغییر میکروبیوتای دستگاه گوارش انسان وجود دارد که می‌تواند در درمان بیماری‌هایی مانند رشد بیش از حد باکتری‌های روده کوچک و سایر اشکال دیس بیوز مفید باشد.

## مترجم
bhz، رنجبر